# Rhipidocephala semitestacea
Rhipidocephala semitestacea är en tvåvingeart som först beskrevs av Friedrich Hermann Loew 1863.  Rhipidocephala semitestacea ingår i släktet Rhipidocephala och familjen rovflugor. Inga underarter finns listade i Catalogue of Life.